# 東吉野町
東吉野町（ひがしよしのちょう）は、徳島県徳島市の町名。現行行政地名は東吉野町一丁目から東吉野町三丁目。2009年12月現在の徳島市の調査による人口は1,236人、世帯数は546世帯。郵便番号は〒770-0811。

## 地理
徳島市の北東部に位置し、渭北地区に属する。主に市街地に接続する住宅地として利用される。北は吉野川に面しており、東に大岡川、南に興源寺川が流れている。西から東へ吉野川に沿って分布。明治40年から大正15年にかけて行われた吉野川改修工事により河川敷となった土地が含まれる。

### 河川
- 吉野川 - 吉野川大橋が架かる。
- 大岡川
- 興源寺川

## 歴史
元は下助任町の東部に位置しており、昭和17年に現在の町名となった。当町は、上吉野町・上助任町と共に吉野川に沿った地域で、明治40年から大正15年にかけて行われた吉野川改修工事により、河川敷になった所がある。
吉野川大橋が開通して以降、東吉野町もまた大きく変化した。かつては日枝神社に合祀された芳野神社や二軒屋の観潮院に移された江西寺が置かれ、この寺の北の兼子には歴代藩主の葬儀場があったといわれている。
他にも町内には熊野新宮神社、八坂神社、天理教渭南分教などが置かれる。

## 交通

### バス
徳島市営バス
- 吉野川大橋

### 道路
一般国道
- 国道11号（吉野川バイパス）- 吉野川大橋を含む

都道府県道
- 徳島県道189号沖ノ洲埠頭線
- 徳島県道15号徳島吉野線

## 施設
- 徳島市民吉野川運動広場